# 沃洛什諾湖 (普斯托什卡區)
56°07′58″N 29°19′02″E / 56.13278°N 29.31722°E
沃洛什諾湖（俄语：Волошно），是俄羅斯的湖泊，位於該國西北部，由普斯科夫州負責管轄，處於普斯托什卡區，面積1.7平方公里，集水區面積62平方公里，平均水深3米，最大水深7米。